# Церковь Рождества Христова (Хыркасы)
Церковь Рождества Христова — однопрестольный деревянный храм с каменной колокольней храм Чебоксарской епархии Русской православной церкви, расположенный в селе Хыркасы Чебоксарского района Чувашии. Построен в 1900 году.

## История
Храм построен на средства купцов Гайдова В. А. и Чудакова:
- купец Коптарского лесопильного завода Гайдов Василий Афанасьевич пожертвовал пиломатериал на строительство храма села Хыркасы;
- купец Чудаков внес значительные средства на строительство храма села Хыркасы[2].

Иоанн Кронштадтский в 1899 году, будучи проездом в храме села Ильинка, внес на строительство храма села Хыркасы 100 золотых рублей.
2 августа 1900 года храм освящен Архиепископом Казанским Арсением в сослужении 10 священнослужителей.
В 1931 году церковь была закрыта.
После закрытия храм переоборудован в школу колхозной молодежи, потом в неполную среднюю школу, в 1964 году после строительства средней школы использовался под склад и столярную мастерскую.
3 июня 1990 года по просьбам многочисленных верующих близлежащих деревень храм передан приходу православной церкви и реконструирован.

## Архитектура
Храм представляет собой традиционный одноглавый восьмерик на четверике, к которому с северо-востока примыкает пятигранная апсида, увенчанная главкой, а с юго-запада пристроена каменная колокольня.